# Robert E. Jones

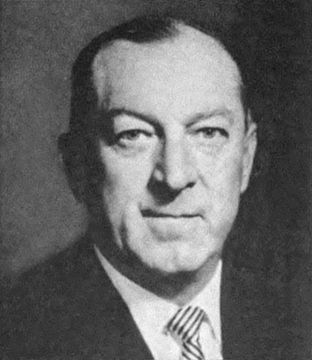
Robert E. Jones.

Robert Emmett Jones Jr., född 12 juni 1912 i Scottsboro i Alabama, död 4 juni 1997 i Florence i Alabama, var en amerikansk politiker (demokrat). Han var ledamot av USA:s representanthus 1947–1977.
Jones tillträdde 1947 i representanthuset för att efterträda John Sparkman och efterträddes 1977 av Ronnie Flippo.